# Bombus zonatus
Bombus zonatus (лат.) — вид перепончатокрылых насекомых из рода шмелей (семейства настоящих пчёл), относящийся к подроду Thoracobombus. Редкий вид, внесён в Красные книги Украины (под названием Шмель-зонатус, шмель опоясанный), Краснодарского края (Шмель-зонатус), Белгородской области (Шмель ленточный).

## Распространение
Локально распространенный, стенобионтный, малочисленный вид. Населяет степные и лесостепные ландшафты Палеарктики: Европа, Крым, Кавказ (Абхазия, Грузия). Россия (в том числе, Белгородская, Воронежская, Волгоградская области, в Поволжье, в Краснодарском крае), Украина (южные и восточные области от Одессы до Харькова и Луганска), северная Азия, Малая Азия, Северная Африка.

## Описание
Длина тела рабочих шмелей от 11 до 17 мм, самцов до 17 мм, самок от 19 до 23 мм. Длина переднего крыла самок 17—18 мм, рабочих 9—13 мм, самцов — 13—14 мм. Основная окраска жёлто-чёрная, изменчивая (средняя часть груди и задняя часть брюшка чёрные). У самок и рабочих шмелей усики 12-члениковые, а у самцов состоят из 13 сегментов. Голова яйцевидной формы, несколько вытянутая, крупная. Наличник практически плоский, очень слабовыпуклый, сильно пунктирован крупными и мелкими точками. Верхняя часть и бока наличника опушены очень редкими короткими чёрными волосками.
В год одно поколение рабочих, зимует матка. Перезимовавшие самки появляются в начале — середине апреля. Гнездо наземного типа. Молодые половые особи (самцы и матки) появляются в конце лета или в сентябре. Первые рабочие появляются в мае. В семьях до 150 особей. Биология типична для шмелей.
Опыляет растения бобовых и сложноцветных, на которых питается, собирает пыльцу и нектар. Включён в состав подрода Thoracobombus и видовой группы muscorum. Своей окраской напоминает садовый вид. Вид был впервые описан в 1854 году английским энтомологом Фредериком Смитом (1805—1879).

## Охранный статус
Редкий вид. Численность сокращается из-за уменьшения естественных степных мест его обитания. Среди факторов, влияющих на сокращение численности шмелей выпас скота, распашка степных участков, применение пестицидов. Включен в Красные книги Украины, Краснодарского края, Белгородской области.